# Fakomatozy
Fakomatozy (ang. phakomatosis, z gr. phakoma = znamię, plama) – grupa zaburzeń rozwojowych tkanek pochodzących z trzech listków zarodkowych, które ujawniają się zmianami w obrębie skóry, układu nerwowego i naczyniowego oraz współwystępującymi wadami narządów wewnętrznych. Często występuje tendencja do rozrostu nowotworowego. Zbliżone do fakomatozy pojęcia to neurodermatozy i ektodermozy. Fakomatozy często są też nazywane schorzeniami nerwowo-skórnymi (ang. neurocutaneous syndromes) lub dysplazjami neuroektomezodermalnymi. Są to zwykle choroby jednogenowe. Mutacje w genach wywołujące fakomatozy z reguły zaburzają powstawanie listków zarodkowych i zawiązków tkanek w 3.-4. tygodniu życia płodowego.

## Historia
Pojęcie fakomatozy wymyślił i wprowadził do medycyny holenderski okulista Jan van der Hoeve (1878–1952) w 1921 roku, zaliczając do tej grupy stwardnienie guzowate, zespół von Hippla-Lindaua, neurofibromatozę i zespół Sturge’a-Webera.
Do chorób z grupy fakomatoz zaliczamy:
- chorobę von Recklinghausena (OMIM 162200)
- nerwiakowłókniakowatość typu 2 (OMIM 101000)
- stwardnienie guzowate (zespół Bourneville’a-Pringle’a, OMIM 191100)
- zespół Sturge’a-Webera (OMIM 185300)
- zespół von Hippla-Lindaua (OMIM 193300)
- zespół Klippla-Trénaunaya (OMIM 149000)
- ataksję-teleangiektazję (OMIM 208900)
- hipomelanozę Ito (OMIM 300337)
- ogniskowa dysplazja korowa Taylora (OMIM 607341)
- choroba Rendu-Oslera-Webera (OMIM 187300)
- nietrzymanie barwnika (zespół Blocha-Sulzbergera, OMIM 308300)
- zespół Gorlina-Goltza (OMIM 109400)
- Zespół Schimmelpenninga-Feuersteina-Mimsa.

## Klasyfikacja ICD10
| kod ICD10     | nazwa choroby                                               |
| ------------- | ----------------------------------------------------------- |
| ICD-10: Q85   | Choroby dziedziczne ze zmianami ektodermalnymi (fakomatozy) |
| ICD-10: Q85.0 | Nerwiakowłókniakowatość niezłośliwa                         |
| ICD-10: Q85.1 | Stwardnienie guzowate                                       |
| ICD-10: Q85.8 | Inne fakomatozy niesklasyfikowane gdzie indziej             |
| ICD-10: Q85.9 | Fakomatoza, nie określona                                   |